# Король Лев
«Король Лев» (англ. The Lion King) — американский анимационный музыкальный драматический фильм о взрослении 1994 года производства студии Walt Disney Feature Animation и выпущенный компанией Walt Disney Pictures. Он 32-й полнометражный мультфильм Disney и пятый, снятый во времена Ренессанса «Диснея». Мультфильм вдохновлён трагедией Уильяма Шекспира «Гамлет» с элементами библейских историй Иосифа и Моисея, а также диснеевского мультфильма «Бэмби». Режиссёрами выступили Роджер Аллерс и Роб Минкофф, сценаристами — Ирен Меччи, Джонатан Робертс и Линда Вулвертон. Главные роли озвучивали Мэттью Бродерик, Мойра Келли, Джеймс Эрл Джонс, Джереми Айронс, Нейтан Лейн, Эрни Сабелла, Вупи Голдберг, Чич Марин, Роуэн Аткинсон и Роберт Гийом. Песни были написаны композитором Элтоном Джоном и поэтом Тимом Райсом, а музыка к фильму создана композитором Хансом Циммером. Мультфильм рассказывает историю Симбы, юного льва, который должен стать преемником своего отца Муфасы—короля Земель Прайда; однако после того как дядя Симбы Шрам убивает Муфасу, чтобы захватить трон, Симба чувствует себя виновным в смерти отца и бежит из Земель Прайда. Повзрослев в компании своих новых друзей — суриката Тимона и бородавочника Пумбы, —Симба получает поддержку от своей возлюбленной Налы и от королевского шамана - мандрила Рафики и возвращается в Земли Прайда, чтобы бросить вызов Шраму, положить конец его тирании и занять место в Круге жизни в качестве законного короля.
Первоначально «Король Лев» должен был быть немузыкальным склоняясь к стилю, похожему на стиль документального фильма. Джордж Скрибнер, который дебютировал в качестве режиссёра в мультфильме «Оливер и компания», был нанят в качестве режиссёра, а Аллерс присоединился к нему вскоре после его работы в качестве художника по сюжету и/или руководителя сюжета в «Оливере и компании», «Русалочке», «Красавице и Чудовище», и «Аладдине». Аллерс привёл Бренду Чепмен и Криса Сандерса, с которыми он работал над «Красавицей и Чудовищем» и «Аладдином», чтобы они работали главой сюжета и художником-постановщиком соответственно.
Вулвертон, которая только что закончила работу в качестве сценаристки «Красавицы и Чудовища», написала первоначальный проект сценария для этого фильма, но после её ухода от проекта по написанию либретто для бродвейской адаптации «Красавицы и Чудовища», были привлечены Меччи и Робертс, чтобы закончить и пересмотреть сценарий. Спустя шесть месяцев после производства Скрибнер покинул проект из-за творческих разногласий с Аллерсом, продюсером Ханом и Чепмен о том, чтобы изменить его в мюзикл, и Минкофф был нанят, чтобы заменить его в апреле 1992 года. Кроме того, режиссеры «Красавицы и Чудовища» Гари Труздейл и Кирк Уайз были наняты для выполнения некоторых дополнительных переписей сценария и сюжета. На протяжении всего производства Аллерс, Скрибнер, Минкофф, Хан, Чепмен, Сандерс и несколько других аниматоров посетили Кению, чтобы наблюдать за дикой природой и получить вдохновение для персонажей и обстановки.
«Король Лев» вышел 15 июня 1994 года и получил положительные отзывы от критиков за музыку, сюжет, темы и анимацию. Заработав в свой первый прокат 763 миллиона долларов, мультфильм стал самым кассовым фильмом 1994 года и вторым кассовым фильмом в истории после «Парка юрского периода». Он также был самым кассовым мультфильмом, пока его не превзошёл мультфильм «В поисках Немо». Фильм остаётся самым кассовым рисованным мультфильмом, а также самым продаваемым фильмом на видео, с продажами более 55 миллионов копий по всему миру. Мультфильм также завоевал две премии «Оскар» и две премии «Золотой глобус» — за песню Элтона Джона «Can You Feel the Love Tonight» (первый Оскар и Золотой Глобус Элтона Джона за его карьеру) и за музыку Ханса Циммера, одну премию «Золотой глобус» за лучший фильм — комедию или мюзикл и три премии «Грэмми». Многие считают его одним из величайших мультфильмов всех времён.
В 1997 году по мотивам «Короля Льва» на Бродвее был поставлен одноимённый мюзикл. Кроме того, огромный финансовый успех «Короля Льва» привёл к появлению двух фильмов-сиквелов: «Король Лев 2: Гордость Симбы» (1998) и «Король Лев 3: Хакуна матата» (2004), а также двух телевизионных анимационных сериалов «Тимон и Пумба» и «Хранитель Лев» (1995—1999 и 2016—2019 годы соответственно). Помимо этого, был создан компьютерный ремейк, выпущенный в прокат 19 июля 2019 года (в России на день раньше).
В 2016 году мультфильм был выбран для сохранения в Национальном реестре фильмов США.
«Король Лев» — первый от киностудии Уолта Диснея, который был дублирован на зулу, единственном африканском языке, не считая арабского, который использовался для полнометражного дубляжа Disney.

## Сюжет
Действие происходит в Африке. Старый мандрил Рафики показывает собравшимся зверям львёнка Симбу — сына короля саванны льва Муфасы и его жены Сараби. Звери склоняются перед наследником. Под надзором отца он растёт, чтобы в будущем стать правителем.
Муфаса является к своему брату Шраму, требуя разъяснений, почему тот не явился на церемонию. Шрам отвечает, что и не думал бросить брату вызов.
На другой день Муфаса показывает сыну окрестные земли, объявляя, что Земли Прайда — это там, где падает солнце. Симба замечает участок за холмом, таящийся в тени, но Муфаса запрещает сыну ходить туда. Шрам специально проговаривается Симбе, что это старое слоновье кладбище, куда ходят только самые смелые львы. От наивности Симба отправляется туда вместе со своей подругой Налой, дабы доказать свою «смелость». Появляются три гиены (Шензи, Банзай и Эд) и собираются съесть львят, но появившийся Муфаса прогоняет их и спасает львят. Затем он просит Зазу увести Налу, чтобы поговорить с Симбой наедине, после чего упрекает сына в нарушении запрета и рассказывает о «Великих королях прошлого», которые смотрят на них со звёзд.
Шрам тем временем угощает гиен ногой зебры, обвиняя их в провале своего плана избавиться от Симбы.  Он убеждает их, что станет королём, обещая, что они навсегда забудут о голоде, если поддержат его. Затем он придумывает другой план: он заманивает Симбу в каньон, а его подручные-гиены по сигналу пугают стадо антилоп гну, и несущееся стадо едва не затаптывает львёнка. Шрам призывает на помощь Муфасу, и тот спешит на помощь Симбе (хотя Шрам полагал, что отец погибнет, пытаясь спасти сына). Муфасе удаётся забросить сына на выступ скалы, но сам он срывается вниз. Раненый Муфаса карабкается на скалу, где его ожидает Шрам. Король просит брата о помощи, но Шрам сбрасывает Муфасу вниз, и тот погибает, упав сверху под копыта несущегося стада.
Когда стадо убегает, Симба находит тело отца и оплакивает его. Появившийся дядя убеждает Симбу, что он виноват в гибели своего отца, а потому ему нужно бежать из Земель Прайда. Чтобы наверняка избавиться от племянника, Шрам посылает за ним гиен с приказом убить его. Симбе удаётся убежать от погони, и гиены решили оставить львёнка в покое, полагая, что тот всё равно скоро умрёт. Шрам объявляет себя королём и о наступлении эры единения львов и гиен, после чего в Земли Прайда заходят полчища гиен. Расстроенный Рафики размазывает ладонью портрет Симбы, ранее нарисованный им на дереве (позднее он узнаёт, что Симба жив, и подрисовывает ему гриву).
Симба же после спасения от гиен падает в обморок. Вокруг него слетаются стервятники, но их прогоняют два друга — сурикат Тимон и бородавочник Пумба. Они приводят львёнка в чувство и отводят его в оазис, уча жить без забот под их девизом «Хакуна Матата» (суахили Hakuna Matata, букв. «беззаботная жизнь»). Проходят годы, и Симба вырастает.
Нала отправляется за пределы Земель Прайда в поисках помощи. Она замечает Пумбу и бросается за ним, но на помощь другу приходит Симба. Нала и Симба узнают друг друга. Первая просит второго вернуться, но, несмотря на вспыхнувшие между ними чувства, Симба не желает возвращаться, всё ещё считая себя виновным в смерти отца.
Симбу находит Рафики. Он вызывает для Симбы дух погибшего Муфасы, и отец помогает сыну осознать, что бежать от прошлого не стоит. Поняв, что дядя обманул его, Симба решает вернуться и восстановить справедливость. Узнав об этом, Нала, Тимон и Пумба устремляются следом за своим другом, чтобы вместе пройти этот путь до конца.
По возвращении Симба воочию убеждается в том, что Земли Прайда действительно опустели. На Скале Предков, при поддержке львиц, Симба объявляет Шраму, что тот больше не является королём. Однако Шрама поддерживают гиены, с чьей помощью Шрам оттесняет Симбу на край уступа скалы и, уже уверенный в своей победе, признаётся, что это он убил Муфасу. Симба приходит в ярость и, собравшись с силами, продолжает схватку, заставив вероломного дядю ещё раз, теперь уже публично, признаться в содеянном.
Начинается решающий бой между львами и гиенами, и Симба загоняет Шрама на вершину скалы. Шрам просит племянника о пощаде, но тот, как когда-то Шрам, сам требует от дяди навсегда уйти и не возвращаться. Шрам притворно соглашается, но затем снова нападает на Симбу. В последней схватке Симба сбрасывает Шрама со скалы, а внизу его убивают гиены — ранее Шрам попытался свалить на них вину за свои поступки, и они справедливо решили, что Шрам предал их.
С благословения Рафики Симба окончательно занимает трон отца, и рык законного короля оглашает земли прайда. После изгнания гиен все животные возвращаются, Земли Прайда вновь расцветают. В конце Рафики показывает собравшимся зверям Киару — дочку Симбы и Налы.

## Роли озвучивали
- Мэттью Бродерик — Симба, сын Муфасы и Сараби, который растёт, чтобы стать королём Земель Прайда. Рок-певец Джозеф Уильямс озвучил вокал взрослого Симбы[e].
  - Джонатан Тейлор Томас озвучил маленького Симбу,в то время как Джейсон Уивер озвучил его вокал[14].
- Джереми Айронс — Шрам,младший брат и соперник Муфасы,главный антагонист мультфильма, который захватывает трон[f].
- Джеймс Эрл Джонс — Муфаса,отец Симбы,король Земель Прайда[g].
- Мойра Келли—Нала, лучшая подруга Симбы, позднее его жена и королева Земель Прайда. Салли Дворски озвучила её вокал[h].
  - Никета Калам озвучила маленькую Налу,в то время как Лора Уильямс озвучила её вокал[14].
- Нейтан Лейн —Тимон, мудрый и эгоистичный, но верный двуногий сурикат,который становится одним из лучших друзей Симбы[i].
- Эрни Сабелла — Пумба,наивный бородавочник, который страдает метеоризмом и является лучшим другом Тимона. Он также становится одним из лучших друзей Симбы[j].
- Роберт Гийом — Рафики, старый мандрил, который служит шаманом Земель Прайда и представляет новорожденных детенышей короля и королевы животным Земель Прайда[k].
- Роуэн Аткинсон — Зазу, птица-носорог, который служит мажордомом короля (или «мелким прихвостнем Муфасы», как его называет Шензи)[l].
- Мэдж Синклер — королева Сараби, жена Муфасы, мать Симбы и лидер группы охотниц-львиц[m].
- Вупи Голдберг,Чич Марин, Джим Каммингс озвучили трёх лидеров клана пятнистых гиен, предполагаемых «друзей» Шрама,которые участвуют в его заговоре в смерти Муфасы и Симбы[n].
  - Голдберг озвучила Шензи, дерзкую и вспыльчивую самку-лидера троицы.
  - Марин озвучил Банзая, агрессивную и вспыльчивую гиену, склонную жаловаться и действовать импульсивно.
  - Каммингс озвучил Эда,тупую гиену, которая не разговаривает, а только смеётся.
    - Каммингс также озвучил крота,который разговаривает с Зазу и озвучил вокал Шрама вместо Айронса для определённых строк «Be Prepared»[15].
- Зои Лидер — Сарафина,мать Налы,которая разговаривает с Сараби.

## Производство

### Разработка
Происхождение концепции «Короля Льва» широко оспаривается. По словам Чарли Финка (тогдашнего вице-президента по творческим делам Walt Disney Feature Animation), он обратился к Джеффри Катценбергу, Рою Э. Диснею и Питеру Шнайдеру с идеей «Бэмби в Африке» со львами. Сначала Катценберг отверг эту идею, но тем не менее призвал Финка и его писателей разработать миф, чтобы объяснить, как львы обслуживали других животных, поедая их. В другой версии говорится, что идея была задумана во время разговора между Катценбергом, Роем Э. Диснеем и Шнайдером на рейсе в Европу во время рекламного тура. Во время разговора возникла тема сюжета, разворачивающегося в Африке, и Катценберг сразу же одобрил эту идею. Он решил добавить элементы, связанные с взрослением и смертью, а также идеи из личного жизненного опыта, такие как некоторые из его испытаний в его карьере в политике, сказав о фильме: «Это немного о себе».
11 октября 1988 года Томас Диш (автор романа «Храбрый маленький тостер») встретился с Финком и Роем Э. Диснеем, чтобы обсудить эту идею, и в течение следующего месяца написал девятистраничный тритмент под названием «Король Калахари». На протяжении 1989 года сценарий писали несколько штатных сценаристов Disney, в том числе Дженни Трипп, Тим Дисней, Валери Уэст и Мигель Техада-Флорес. Правка Триппа, датированная 2 марта 1989 года, ввела имя «Симба» для главного героя, который отделяется от своего прайда и встречается с бабуином Кваши и мангустом Мабу. Позже он вырос в сообществе бабуинов. Симба сражается со злым шакалом по имени Ндого и воссоединяется со своим прайдом. Позже в том же году Финк нанял своего друга Дж. Т. Аллена, сценариста, для корректирования сюжета. Финк и Аллен ранее совершили несколько поездок в зоопарк Лос-Анджелеса, чтобы понаблюдать за поведением животных, которое должно было быть показано в сценарии. Аллен завершил свой сценарий 19 января 1990 года под названием «Король Лев». Тем не менее Финк, Катценберг и Рой Э. Дисней чувствовали, что сценарий Аллена может принести пользу более опытному сценаристу, и обратился к Рональду Бассу, который недавно выиграл премию «Оскар» за лучший оригинальный сценарий за фильм «Человек дождя». Басс был слишком занят, чтобы переписать сценарий самостоятельно, но согласился контролировать пересмотр. Новый сценарий, приписанный как Аллену, так и Бассу, был переименован в «Царя зверей» и завершён 23 мая 1990 года.
Некоторое время спустя Линда Вулвертон, автор сценария к мультфильму «Красавица и Чудовище», потратила год на написание нескольких черновиков сценария, который назывался «Царь зверей», а затем «Король джунглей». Оригинальная версия фильма сильно отличалась от окончательной. Сюжет был сосредоточен на битве между львами и бабуинами, при этом Шрам был лидером бабуинов, Рафики был гепардом, а Тимон и Пумба были друзьями детства Симбы. Симба не только покидал королевство, но и становился «ленивым, неряшливым, ужасным персонажем» из-за манипуляций со стороны Шрама, поэтому Симба может быть свергнут после взросления. К 1990 году продюсер Томас Шумахер, который только что закончил мультфильм «Спасатели в Австралии», решил присоединиться к проекту, «потому что львы крутые». Шумахер сравнил сценарий «Король джунглей» с «анимационным» спецвыпуском National Geographic.
Изначально режиссёром фильма был назначен Джордж Скрибнер, снявший «Оливера и компанию», позже к нему присоединился Роджер Аллерс, который был руководителем сюжета в мультфильме «Красавица и Чудовище». Аллерс работал над проектом со Скрибнером и Вулвертон, но временно покинул проект, чтобы помочь переписать мультфильм «Аладдин». Восемь месяцев спустя Аллерс вернулся к проекту и привёл с собой Бренду Чепмен и Криса Сандерса. В октябре 1991 года несколько ведущих членов съёмочной группы, в том числе Аллерс, Скрибнер, Чепмен, Сандерс и Лиза Кин, посетили национальный парк «Ворота Ада» в Кении, чтобы изучить и оценить окружающую среду для мультфильма. После шести месяцев работы по разработке сюжета Скрибнер решил покинуть проект после разногласий с Аллерсом и продюсерами из-за их решения превратить фильм в мюзикл, поскольку намерение Скрибнера заключалось в том, чтобы сделать документальный фильм более ориентированным на природные аспекты. К апрелю 1992 года Роб Минкофф заменил Скрибнера в качестве нового со-режиссёра.
Дон Хан присоединился к производству в качестве продюсера фильма, потому что Шумахер был назначен вице-президентом по разработке Walt Disney Feature Animation. Хан обнаружил, что сценарий не имеет чёткой темы, и после того, как ей выбрали «взросление и столкновение с реалиями мира», попросил окончательно переделать сценарий. Аллерс, Минкофф, Чепмен и Хан переписали сюжет в течение двух недель встреч с режиссёрами Кирком Уайзом и Гари Труздейлом, которые закончили снимать «Красавицу и Чудовище». Одна из определённых идей, вытекающих из встреч, заключалась в том, чтобы Муфаса вернулся как призрак. Аллерс также изменил персонажа Рафики с более серьёзного советника на дурацкого шамана. Название было изменено с «Король джунглей» на «Король Лев», так как местом действия были не джунгли, а саванна. Муфасу и Шрама сделали братьями, так как сценаристы чувствовали, что было бы гораздо интереснее, если бы угроза исходила от кого-то в семье. Аллерс и Минкофф предложили переделанный сюжет Катценбергу и Майклу Айснеру. Айснер чувствовал, что сюжет «может быть больше похож на Шекспира»; он предложил смоделировать сюжет, похожий на „Короля Лира“». Морин Донли, ассоциированный продюсер, ответила, заявив, что сюжет уже похож на «Гамлета». Продолжая эту идею, Аллерс вспомнил, что Катценберг попросил их «вложить как можно больше „Гамлета“». Тем не менее они чувствовали, что это было слишком навязчиво, и вдохновлялись другими героическими архетипами, такими, как истории Иосифа и Моисея из Библии.
Не считая большинства сегментов из мультфильмов «Фантазия», «Салют, друзья!», «Три кабальеро», «Сыграй мою музыку» и «Время мелодий», а также мультфильма «Спасатели в Австралии», «Король Лев» — первый мультфильм Disney с оригинальным сюжетом, не основанный на уже существующих работах и персонажах. Создатели фильма заявили, что сюжет «Короля Льва» был вдохновлён жизнью Иосифа и Моисея из Библии и «Гамлетом» Шекспира, хотя также есть сходства с менее известными пьесами Шекспира «Генрих IV, часть 1» и «часть 2».
К этому моменту Вулвертон покинула проект, чтобы работать над мюзиклом «Красавица и Чудовище». Чтобы заменить её, Аллерс и Минкофф встретились с многими сценаристами, в том числе Билли Бобом Торнтоном и Джоссом Уидоном. Летом 1992 года была нанята Ирен Меччи, а через несколько месяцев к ней присоединился Джонатан Робертс. Меччи и Робертс взяли на себя ответственность за процесс ревизии сценария, исправив нерешённые эмоциональные проблемы и добавив комедийные ситуации для Пумбы, Тимона и гиен. Поэт Тим Райс тесно сотрудничал с командой сценаристов, летая в Калифорнию по крайней мере раз в месяц, так как его песни для фильма должны были работать в непрерывности повествования. Тексты Райса, которые были переработаны до конца производства, были прикреплены к раскадровкам во время разработки. Сценарий часто переписывался, и когда аниматор Андреас Дежа говорил, что завершил какую-то сцену, то мог получить в ответ просьбу переснять её из-за изменений диалога.

### Кастинг
Актёры озвучивания были выбраны за то, как они подходят и могут добавить к персонажам; например, Джеймс Эрл Джонс был выбран, потому что режиссёры назвали его голос «мощным» и похожим на рёв льва. Джонс заметил, что в годы производства Муфаса «становился всё более и более дурацким отцом, а не [великим] королём».
Нейтан Лейн прошёл прослушивание на Зазу,а Эрни Сабелла—для одной из гиен.После встречи в студии звукозаписи Лейн и Сабелла,которые в то время вместе снимались в бродвейском мюзикле «Парни и куколки», попросили записать их вместе в роли гиен.Режиссёры смеялись над их выступлением и решили дать им роли Тимона и Пумбы.Для гиен первоначальным намерением было воссоединение Чича и Чонга, но в то время как Чич Марин согласился озвучить Банзая,Томми Чонг был недоступен.Его роль была изменена на женскую гиену Шензи,озвученную Вупи Голдберг,которая настаивала на том, чтобы быть в фильме.Английский дуэт Вик Ривз и Боб Мортимер прослушивались на роли пары бурундуков;по словам Мортимера,продюсеры были в восторге,но ему и Ривзу было неудобно из-за их корпоративного отношения и он отказался от фильма.Роуэн Аткинсон изначально не был заинтересован в предложении студии озвучить Зазу,позже объяснив, что «голосовая работа — это то, что я обычно никогда не делал и никогда не любил…Я художник, если я что-то такой,и это казалось бессмысленным делом».Его друг и коллега по телесериалу «Мистер Бин» сценарист/актёр Робин Дрисколл убедил его принять эту роль,и Аткинсон ретроспективно выразил,что «Король Лев» стал «очень,очень особенным фильмом».
Мэттью Бродерик был выбран на роль взрослого Симбы в начале производства. Бродерик записывался с другим актёром только один раз за три года, которые он работал над фильмом, и узнал, что Мойра Келли озвучила Налу только на премьере фильма. Английские актёры Тим Карри, Малкольм Макдауэлл, Алан Рикман, Патрик Стюарт и Иэн Маккеллен рассматривались на роль Шрама, которая в конечном итоге перешла к англичанину Джереми Айронсу. Айронс первоначально отказался от этой роли, так как ему было неудобно идти на комедийную роль после его драматической роли Клауса фон Бюлова в фильме «Изнанка судьбы». Его выступление в этом фильме вдохновило сценаристов включить в сценарий большую часть его роли фона Бюлова, добавив одну из строк этого персонажа, «Вы понятия не имеете», и побудило аниматора Андреаса Дежу посмотреть «Изнанку судьбы» и «Ущерб», чтобы включить черты лица и тики Айронса.

### Анимация
«„Король Лев“ считался маленьким фильмом, потому что мы собирались пойти на риск. Подачей для этого сюжета было то, что львёнок был обвинён в убийстве его дядей под музыку Элтона Джона. Люди говорили: „Что? Удачи в этом.“ Но по какой-то причине люди, которые оказались в фильме, были очень увлечены этим и были мотивированы»
Разработка «Короля Льва» совпала с разработкой «Покахонтас», над которой решили работать большинство аниматоров Walt Disney Feature Animation, полагая, что это будет более престижный и успешный проект. Художники по сюжету также не очень верили в проект, а Чепмен заявила, что не хочет соглашаться на эту работу, «потому что сюжет был не очень хорошим, а Барни Мэттинсон сказал своему коллеге Джо Рэнфту: «Я не знаю, кто захочет посмотреть это». Большинство ведущих аниматоров либо делали свою первую крупную работу по надзору за персонажем, либо были очень заинтересованы в анимации животного. Тринадцать из этих контролирующих аниматоров, как в Калифорнии, так и во Флориде, отвечали за формирование личности и задание тона главным героям фильма. Аниматорами главных героев были Марк Хенн - молодого Симбы, Рубен А. Акино - взрослого Симбы, Андреас Дежа - Шрама, Аарон Блейз - молодой Налы, Энтони ДеРоза - взрослой Налы и Тони Фусиле - Муфасы. Почти двадцать минут фильма, включая сцену «I Just Can’t Wait to Be King», были анимированы в Disney-MGM Studios. Более 600 художников, аниматоров и техников внесли свой вклад в «Короля Льва». За несколько недель до выхода фильма землетрясение в Нортридже 1994 года закрыло студию и потребовало от аниматоров завершения через удалённую работу.
Аниматоры персонажей изучали реальных животных, как это было сделано для «Бэмби». Джим Фаулер, известный эксперт по дикой природе, несколько раз посещал студии со львами и другими обитателями саванны, чтобы обсудить поведение и помочь аниматорам придать их рисункам подлинность. Аниматоры также изучали движения животных в зоопарке Майами Метро под руководством эксперта по дикой природе Рона Магилла. Земли Прайда смоделированы по образцу кенийского национального парка, который посетила команда. Различные фокусные расстояния и линзы были использованы, чтобы отличаться от привычного изображения Африки в документальных фильмах, в которых используются телеобъективы для съёмки дикой природы на расстоянии. Эпическое ощущение черпало вдохновение из концептуальных исследований художника Ханса Бахера, который, следуя просьбе Скрибнера о реализме, пытался изобразить такие эффекты, как вспышка, и работы художников Чарльза Мариона Рассела, Фредерика Ремингтона и Максфилда Пэрриша. Арт-директор Энди Гаскилл и создатели фильма стремились дать мультфильму ощущение грандиозного размаха и эпического масштаба, похожего на «Лоуренса Аравийского». Гаскилл объяснил: «Мы хотели, чтобы зрители почувствовали необъятность саванны и почувствовали пыль и ветерок, качающийся сквозь траву. Другими словами, получить реальное ощущение природы и почувствовать, как будто они там. Очень трудно запечатлеть что-то такое тонкое, как восход солнца или дождь, падающий на пруд, но это те изображения, которые мы пытались получить». Режиссёры также смотрели фильмы Джона Форда и других кинематографистов, что также повлияло на дизайн фильма.
Поскольку персонажи не были антропоморфизированы, все аниматоры должны были научиться рисовать четвероногих животных, а сюжет и развитие персонажа были сделаны с помощью более длинных кадров, следующих за персонажами.
Компьютеры помогли кинематографистам представить своё видение по-новому. Для сцены бегства гну несколько различных особей были созданы в 3D-компьютерной программе, умножены на сотни, созданы сел-шейдингом, чтобы они выглядели, как нарисованная анимация, и даны случайные пути вниз по склону горы, чтобы имитировать реальное, непредсказуемое движение стада. Пять специально обученных аниматоров и техников потратили более двух лет на создание сцены бегства длительностью 2,5 минуты. Программа Computer Animation Production System (CAPS) помогла имитировать движения камеры, такие как отслеживающий снимок, и использовалась в раскраске, освещении и эффектах частиц.

## Музыка
Поэт Тим Райс, который работал с композитором Аланом Менкеном над песнями для мультфильма «Аладдин», был приглашен написать песни для «Короля Льва», пришёл в проект при условии привлечения партнёра. Поскольку Менкен был недоступен, продюсеры пригласили Элтона Джона после того, как приглашение группы ABBA провалилось из-за обязательств Бенни Андерссона перед сценическим мюзиклом Kristina från Duvemåla. Джон выразил интерес к написанию «ультра-поп песен, которые понравятся детям; тогда взрослые могут пойти и посмотреть эти фильмы и получить от них столько же удовольствия», упомянув о возможном влиянии мультфильма «Книга джунглей», когда он чувствовал, что «музыка была такой смешной и привлекательной для детей и взрослых».
Райс и Джон написали пять оригинальных песен для «Короля Льва» («Circle of Life», «I Just Can’t Wait to Be King», «Be Prepared», «Hakuna Matata» и «Can You Feel the Love Tonight»), с исполнением Джона «Can You Feel the Love Tonight» в титрах. В релизах IMAX и DVD добавлена ещё одна песня, «The Morning Report», основанная на песне, вырезанной во время разработки, которая в конечном итоге была представлена в мюзикле. Музыка была написана Хансом Циммером, который был нанят на основе его более ранних работ над двумя фильмами, действие которых происходило в Африке, — A World Apart и «Сила личности», дополнительная традиционная африканская музыка и хоровые элементы были аранжированы Лебо М. Партнёры Циммера Марк Манчина и Джей Рифкин помогали с аранжировками и продюсированием песен.
Оригинальный саундтрек к мультфильму был выпущен 27 апреля 1994 года Walt Disney Records. Это был четвёртый продаваемый альбом года на Billboard 200 самый продаваемый саундтрек. Это единственный саундтрек к анимационному фильму, получившим сертификат бриллиантовый статус (10× платиновый) от Американской ассоциация звукозаписывающих компаний. Полная инструментальная музыка Циммера для фильма никогда изначально не была полностью выпущена, пока в 2014 году не было выпущено 20-летнее юбилейное издание саундтрека. Мультфильм также вдохновил альбом Rhythm of the Pride Lands, с восемью песнями Циммера, Манчины и Лебо М.
Использование песни «The Lion Sleeps Tonight» в сцене с Тимоном и Пумбой привело к спорам между Disney и семьей южноафриканца Соломона Линды, который написал песню (первоначально называлась «Mbube») в 1939 году. В июле 2004 года семья Линды подала иск, требуя от Disney роялти в размере 1,6 миллиона долларов. В феврале 2006 года наследники Линды достигли соглашения с Abilene Music, которая владела всемирными правами и лицензировала песню Disney за нераскрытую сумму денег.

## Показ

### Кинотеатральный показ
Премьера мультфильма состоялась 15 июня 1994 года в театрах Эль-Капитан в Лос-Анджелесе и «Радио-сити-мьюзик-холл» в Нью-Йорке.
24 июня того же года фильм вышел в широкий прокат на 2550 экранах. В некоторых кинотеатрах была внедрена система Dolby Laboratories.

### Перевыпуски

#### IMAX
Мультфильм был перевыпущен 25 декабря 2002 года в формате IMAX. Дон Хан объяснил, что через восемь лет после первоначального релиза «Короля Льва» «было целое новое поколение детей, которые на самом деле не видели его, особенно на большом экране». Учитывая, что фильм уже был заархивирован в цифровом виде во время производства, процесс реставрации был проще, а также предоставил многим сценам улучшения, которые скрывали оригинальные недостатки. Также был предоставлен улучшенный звук, чтобы, как объяснил Хан, «заставить зрителей почувствовать, что они находятся в самом фильме». В свои первый уикенд «Король Лев» заработал 2,7 миллиона долларов из 66 мест, что в среднем 27 664 доллара за кинотеатр. Этот прокат закончился с 15,7 миллионами долларов 30 мая 2003 года.

#### 3D
В 2011 году Король Лев был сконвертирован в 3D для двухнедельного ограниченного кинотеатрального проката и последующего релиза на Blu-ray 3D. Фильм занял первое место в пятницу, 16 сентября 2011 года, с 8,9 миллионами долларов и закончил выходные с 30,2 миллионами долларов, заняв первое место в прокате. Это сделало «Короля Льва» первым перевыпуском, занявшим первое место в американском прокате выходного дня после переиздания фильма «Звёздные войны. Эпизод VI: Возвращение джедая» (1983) в марте 1997 года. Мультфильм также достиг четвёртого по величине сентябрьского первого уик-энда всех времен. Он снова занял первое место во вторые выходные прокате с 27-процентным снижением до 21,9 миллиона долларов. Большинство кассовых наблюдателей ожидали, что фильм упадет примерно на 50 процентов во вторые выходные, а также ожидали, что на первом месте будет фильм «Человек, который изменил всё» (2011).
После первоначального кассового успеха многие кинотеатры решили продолжать показ фильма более двух недель, даже несмотря на то, что его Blu-ray 3D был запланирован на две с половиной недели после его кинотеатрального релиза. В Северной Америке 3D-прокат закончился 12 января 2012 года с общими сборами 94,2 миллиона долларов. За пределами Северной Америки он заработал 83,4 миллиона долларов. Успешный 3D-перевыпуск «Короля Льва» сделал диснеевские и пиксаровские 3D-перевыпуски мультфильмов «Красавица и Чудовище», «В поисках Немо» (2003), «Корпорация монстров» (2001) и «Русалочка» (1989) в 2012 и 2013 годах. Однако ни одно из переизданий первых трех фильмов не достигло огромного успеха «Короля Льва», и перевыпуск «Русалочки» в конечном итоге был отменён. В 2012 году Рэй Суверс из Box Office Mojo написал, что причина, по которой 3D-версия «Короля Льва» увенчалась успехом, заключалась в том, что «понятие 3D-переиздания все ещё было свежим и захватывающим, и „Король Лев“ (3D) чувствовал себя своевременным, учитывая предстоящий выпуск фильма на Blu-ray. С тех пор зрители были поражены тремя 3D-изданиями, а это означает, что ценность новизны определённо иссякла».
В России премьера мультфильма в 3D состоялась 22 марта 2012 года. По итогам первого уикенда мультфильм заработал 62 млн рублей. Общие сборы «Короля Льва» в странах СНГ составили 194 млн рублей.

#### Disney100
В рамках 100-летия Disney «Король Лев» был выпущен в повторный прокат в период с 29 сентября по 12 октября 2023 года в отдельных кинотеатрах Cinemark по всей территории США, а также 8 октября в кинотеатрах Helios по всей Польше.

#### 30-летний юбилей
В честь 30-летия мультфильм был перевыпущен 12 июля 2024 года. В первые выходные фильм заработал примерно 1,08 миллиона долларов в США в 1330 кинотеатрах.

### Выход на видео
3 марта 1995 года мультфильм был выпущен на VHS и LaserDisc как часть серии «Masterpiece Collection». VHS-издание содержало трейлер мультфильма «Покахонтас». Кроме того, были выпущены Deluxe Edition обоих форматов. VHS Deluxe Edition помимо фильма включало эксклюзивную литографию Рафики и Симбы (в некоторых изданиях), памятную эпиграфию «Circle of Life», шесть литографий концепт-арта, дополнительную кассету с получасовым телевизионным фильмом «The Making of The Lion King» и сертификат подлинности. LaserDisc Deluxe Edition помимо фильма содержало шесть литографий концепт-арта, «The Making of The Lion King», раскадровки, дизайн персонажей, концепт-арт, грубую анимацию и комментарии режиссёров, которых не было в VHS-издании. VHS-издание быстро стало самой продаваемым VHS всех времен: в первый день было продано 4,5 миллиона копий, и в конечном итоге продажи составили более 30 миллионов копий, прежде чем версии домашнего видео вернулись в мораторий в 1997 году. В Северной Америке в общей сложности 32 миллиона копий и было собрано 520 миллионов долларов. Кроме того, за границу были отправлены 23 миллиона копий. На Филиппинах фильм был выпущен на VHS в марте 1995 года компанией Magnavision. К августу 1997 года мультфильм был продан тиражом более 55 миллионов видеокопий по всему миру, что делает его самым продаваемым фильмом на видео всех времён.
7 октября 2003 года мультфильм был перевыпущен на VHS и впервые выпущен на DVD как часть серии «Platinum Edition». На первом диске были две версии фильма: обновлённая версия, созданная для выпуска IMAX 2002 года, и оригинальная кинотеатральная версия 1994 года. Особенность новой версии — расширенная версия одной сцены, где короткая беседа была заменена полной версией песни «Morning Report», изначально написанной для мюзикла. Фильм можно просматривать как с ней, так и без неё. Звуковая дорожка была представлена в форматах: Dolby Digital 5.1 и Disney Enhanced Home Theater Mix. На втором диске были дополнительные материалы. Среди них: несколько игр, виртуальное сафари Тимона и Пумбы, удалённые сцены, музыкальные клипы и другие бонусные материалы. Также был выпущен специальный коллекционный подарочный набор, включающий DVD издание, пять эксклюзивных литографических портретов персонажей (новые эскизы, созданные и подписанные аниматорами оригинальных персонажей) и вводную книгу под названием «The Journey». Платиновое издание включало изменения, внесённые в фильм во время переиздания IMAX, включая перерисованные крокодилы в песне «I Just Can’t Wait to Be King», а также другие изменения. В первый день выпуска было продано более двух миллионов копий DVD и VHS. DVD-издание из трех фильмов «Король Лев» (в двухдисковых форматах специального издания) было выпущено 6 декабря 2004 года. В январе 2005 года фильм вместе с сиквелами вернулся в мораторий. Было продано в общей сложности 11,9 миллиона копий DVD и собрано 220 миллионов долларов. В России двухдисковое издание было выпущено концерном «ВидеоСервис».
4 октября 2011 года мультфильм был выпущен на DVD, Blu-ray и Blu-ray 3D как часть серии «Diamond Edition». Это первый раз, когда фильм был выпущен в Blu-ray и Blu-ray 3D. Первоначальный релиз был выпущен в трех разных версиях: двухдисковая версия с Blu-ray и DVD; четырёхдисковая версия с Blu-ray, DVD, Blu-ray 3D и цифровой копией; и восьмидисковое издание, которое также включает в себя два сиквела. Выпуск отдельного DVD также состоялся 15 ноября 2011 года. Diamond Edition возглавило чарты Blu-ray с более чем 1,5 миллионами проданных копий. В общей сложности было продано 3,83 миллиона копий Blu-ray, что привело к доходу в размере 101,14 миллиона долларов США. В России мультфильм был выпущен 24 апреля 2012 года компанией «The Walt Disney Company CIS».
15 августа 2017 года мультфильм был выпущен на Digital HD и 29 августа того же года на DVD и Blu-Ray как часть серии «Signature Collection».
3 декабря 2018 года фильм был выпущен на Ultra HD Blu-ray.

## Реакция

### Кассовые сборы
«Король Лев» собрал 422,8 миллиона долларов в Северной Америке и 545,7 миллиона долларов на других территориях, что составляет в общей сложности 968,5 миллионов долларов по всему миру. После своего первого показа мультфильм заработал 763,4 миллиона долларов, став самым кассовым мультфильмом в истории, самым кассовым мультфильмом Walt Disney Animation Studios и самым кассовым фильмом 1994 года, вторым кассовым фильмом в мире после «Парка юрского периода», пока его не превзошёл «День независимости» (1996). Он был самым кассовым мультфильмом (в Северной Америке, за пределами Северной Америки и во всем мире), пока не был превзойдён компьютерной анимационной лентой «В поисках Немо» (2003). В 3D-переиздании 2011 года «Король Лев» превзошёл всех, кроме «Истории игрушек 3» (2010), и остаётся самым кассовым фильмом среди рисованной анимации. Кроме того, это крупнейший анимационный фильм за последние 50 лет с точки зрения посещаемости. «Король Лев» также был самым кассовым фильмом с рейтингом G в США с 1994 по 2003 год и снова с 2011 по 2019 год, пока его общая сумма не была превзойдена мультфильмом «История игрушек 4» (2019) (без учёта инфляции).

#### Оригинальный показ
В первые два дня ограниченного выпуска в двух кинотеатрах мультфильм собрал 622 277 долларов, а за выходные заработал 1 586 753 доллара, заняв десятое место в прокате за выходные. Средний показатель 793 377 долларов США на кинотеатр является самым большим, когда-либо достигнутым в выходные, и это был самый кассовый дебютный уик-энд менее чем на 50 экранах, побив рекорд, установленный «Звёздными войнами» (1977) с 43 экранов. Фильм собрал 3 766 690 долларов с 2 экранов всего за 10 дней.
Выйдя в широкий прокат, «Король Лев» собрал 40,9 миллиона долларов, что в то время было четвёртым по величине уик-эндом открытия и самой высокой суммой для диснеевского фильма, чтобы превзойти кассовые сборы в уик-енд. В то время он легко возглавил предыдущее самое большое открытие 1994 года, которое составило 37,2 миллиона долларов, собранных «Флинстоунами» во время четырёхдневных выходных в День памяти. Мультфильм также имел третий по величине стартовый уик-энд из всех фильмов, уступая только «Парку юрского периода» (1993) и фильму «Бэтмен возвращается» (1992). После театрального релиза Король Лев занял первое место, превзойдя фильм «Волк», поставив фильм «Скорость» на второе место. Он оставался на вершине кассовых сборов в течение двух недель, пока не был смещён в третий уик-энд «Форрестом Гампом», а затем через неделю «Правдивой ложью». В сентябре 1994 года Дисней убрал мультфильм из проката и объявил, что он будет перевыпущен во время Дня благодарения, чтобы воспользоваться праздничным сезоном. В то время фильм заработал 267 миллионов долларов. После перевыпуска к марту 1995 года он собрал 312,9 миллиона долларов, став самым кассовым фильмом 1994 года в США и Канаде, но вскоре был превзойден «Форрестом Гампом». По оценкам Box Office Mojo, было продано более 74 миллионов билетов в США в своем оригинальном театральном показе, что эквивалентно 812,1 миллионам долларов с учётом инфляции 2018 года.
На международном уровне мультфильм собрал 455,8 миллиона долларов во время своего первоначального показа, что составляет в общей сложности 768,6 миллиона долларов по всему миру. У него были рекордные открытия в Швеции и Дании.

### Отзывы
Мультфильм получил положительные отзывы критиков. На сайте Rotten Tomatoes мультфильм имеет рейтинг 93 % со средней оценкой 8,4 из 10. Он занял 41 место в списке «100 лучших анимационных фильмах». На агрегаторе Metacritic мультфильм получил оценку 88 из 100 на основе 30 рецензий. На сайте CinemaScore зрители дали фильму оценку «A+» по шкале от A+ до F.
Роджер Эберт из Chicago Sun-Times дал фильму три с половиной звезды из возможных четырёх и назвал его «восходно нарисованным анимационным фильмом». Далее он написал в своей рецензии: «Сага о Симбе, которая в своем глубоко похороненном истоке чем-то обязана греческой трагедии и, конечно же, Гамлету, является опытом обучения, а также развлечением». В телевизионной программе «Siskel & Ebert» мультфильм получил высокую оценку, но получил смешанную реакцию по сравнению с предыдущими фильмами Disney. Эберт и его партнёр Джин Сискел дали фильму оценку «Thumbs Up», но Сискел сказал, что он не так хорош, как «Красавица и Чудовище», и что это был «хороший фильм, а не отличный». Хэл Хинсон из The Washington Post назвал его «впечатляющим, почти пугающим достижением» и посчитал, что фильм был «впечатляющим таким образом, что почти стал обычным явлением с полнометражными мультфильмами Disney», но был менее восторженным к концу своей рецензии, сказав: «Шекспирский по тону, эпический по масштабу, кажется более подходящим для взрослых, чем для детей. Если говорить правду, даже для взрослых это совершенно странно».
Оуэн Глейберман из Entertainment Weekly похвалил фильм, написав, что он «имеет резонанс, чтобы быть не только как потрясающий мультфильм, но и как эмоционально острый фильм». Кинокритик Rolling Stone Питер Трэверс похвалил фильм и посчитал, что это было «огромно развлекательное сочетание музыки, веселья и потрясающих ощущений, хотя в нём не хватает сердца». Джеймс Берардинелли из Reelviews.net похвалил фильм, сказав: «С каждым новым анимационным релизом Disney, кажется, немного расширяет свои и без того широкие горизонты. Король Лев — самый зрелый (в нескольких смыслах) из этих фильмов, и явно были предприняты сознательные усилия, чтобы угодить взрослым, так и детям. К счастью, для тех из нас, кто обычно держится подальше от „мультфильмов“, им это удалось».
У некоторых рецензентов все ещё были проблемы с повествованием мультфильма. Сотрудники TV Guide написали, что, хотя «Король Лев» был технически опытным и развлекательным, он «предлагает менее запоминающуюся музыку к песням, чем предыдущие хиты, и поспешное, неудовлетворительное драматическое разрешение». Терренс Рафферти из The New Yorker посчитал, что, несмотря на хорошую анимацию, история казалась «манипуляцией нашими ответами по своему усмотрению», как «Между травмами фильм предлагает успокаивающе банальные музыкальные номера и глупую, буйную комедию».

### Награды и номинации
| List of awards and nominations                           | List of awards and nominations                                                   | List of awards and nominations                                         | List of awards and nominations | List of awards and nominations | List of awards and nominations |
| Награда                                                  | Категория                                                                        | Номинант(ы)                                                            | Результат                      | Пр.                            |                                |
| -------------------------------------------------------- | -------------------------------------------------------------------------------- | ---------------------------------------------------------------------- | ------------------------------ | ------------------------------ | ------------------------------ |
| Оскар                                                    | Лучшая музыка к фильму                                                           | Ханс Циммер                                                            | Победа                         | [ 148 ]                        |                                |
| Оскар                                                    | Лучшая песня к фильму                                                            | «Can You Feel the Love Tonight» Музыка Элтона Джона; Слова Тима Райса  | Победа                         | [ 148 ]                        |                                |
| Оскар                                                    | Лучшая песня к фильму                                                            | «Circle of Life» Музыка Элтона Джона Слова Тима Райса                  | Номинация                      | [ 148 ]                        |                                |
| Оскар                                                    | Лучшая песня к фильму                                                            | «Hakuna Matata» Музыка Элтона Джона Слова Тима Райса                   | Номинация                      | [ 148 ]                        |                                |
| American Music Awards                                    | Лучший саундтрек                                                                 | The Lion King: Original Motion Picture Soundtrack                      | Победа                         | [ 149 ]                        |                                |
| Энни                                                     | Лучший анимационный полнометражный фильм                                         | Лучший анимационный полнометражный фильм                               | Победа                         | [ 150 ]                        |                                |
| Энни                                                     | Лучший сценарий в анимационном полнометражном фильме                             | Бренда Чепмен (Главный автор сюжета)                                   | Победа                         | [ 150 ]                        |                                |
| Энни                                                     | Лучшее индивидуальное достижение за художественное мастерство в области анимации | Марк Хенн (Аниматор маленького Симбы)                                  | Номинация                      | [ 150 ]                        |                                |
| Энни                                                     | Лучшее индивидуальное достижение за художественное мастерство в области анимации | Скотт Ф. Джонстон (Художественный руководитель - Компьютерная графика) | Номинация                      | [ 150 ]                        |                                |
| Энни                                                     | Лучшее индивидуальное достижение за художественное мастерство в области анимации | Энди Гаскилл (Арт-директор)                                            | Номинация                      | [ 150 ]                        |                                |
| Энни                                                     | Лучшая озвучка в анимационном полнометражном фильме                              | Джереми Айронс                                                         | Победа                         | [ 150 ]                        |                                |
| Artios Awards                                            | Анимационный кастинг озвучивания                                                 | Брайан Чаванн                                                          | Победа                         | [ 151 ]                        |                                |
| ASCAP Film and Television Music Awards                   | Лучшие кассовые фильмы                                                           | Ханс Циммер                                                            | Победа                         |                                |                                |
| ASCAP Film and Television Music Awards                   | Самая исполняемая песня из кино                                                  | «Can You Feel the Love Tonight» Музыка Элтона Джона; Слова Тима Райса  | Победа                         |                                |                                |
| BAFTA Interactive Awards                                 | DVD                                                                              | DVD                                                                    | Победа                         | [ 152 ]                        |                                |
| BAFTA                                                    | Лучшая музыка к фильму                                                           | Ханс Циммер                                                            | Номинация                      | [ 153 ]                        |                                |
| BAFTA                                                    | Лучший                                                                           | Терри Портер, Мэл Меткалф, Дэвид Дж. Хадсон и Док Кейн                 | Номинация                      | [ 153 ]                        |                                |
| Премия Чикагской ассоциация кинокритиков                 | Лучшая музыка                                                                    | Ханс Циммер                                                            | Победа                         | [ 154 ]                        |                                |
| Премия Общества кино и аудио                             | Лучшее микширование звук в анимационном фильме                                   | Терри Портер, Мэл Меткалф, Дэвид Дж. Хадсон и Док Кейн                 | Номинация                      |                                |                                |
| Премия Ассоциации кинокритиков Даллас-Форт-Уэрт          | Лучший фильм                                                                     | Лучший фильм                                                           | Номинация                      |                                |                                |
| Премия Ассоциации кинокритиков Даллас-Форт-Уэрт          | Лучший анимационный фильм                                                        | Лучший анимационный фильм                                              | Победа                         |                                |                                |
| Золотой глобус                                           | Лучший фильм — комедия или мюзикл                                                | Лучший фильм — комедия или мюзикл                                      | Победа                         | [ 155 ]                        |                                |
| Золотой глобус                                           | Лучшая музыка к фильму                                                           | Ханс Циммер                                                            | Победа                         | [ 155 ]                        |                                |
| Золотой глобус                                           | Лучшая песня                                                                     | «Can You Feel the Love Tonight» Музыка Элтона Джона; Слова Тима Райса  | Победа                         | [ 155 ]                        |                                |
| Золотой глобус                                           | Лучшая песня                                                                     | «Circle of Life» Музыка Элтона Джона; Слова Тима Райса                 | Номинация                      | [ 155 ]                        |                                |
| Golden Reel Awards                                       | Лучший монтаж звука для анимационного полнометражного фильма                     | Ричард Л. Андерсон, Винс Каро, Док Кейн и Марк Манджини                | Победа                         |                                |                                |
| Golden Reel Awards                                       | Лучший монтаж звука — музыка                                                     | Доминик Серто и Адам Майло Смолли                                      | Победа                         |                                |                                |
| Грэмми                                                   | Лучшая песня года                                                                | «Can You Feel the Love Tonight» — Элтон Джон и Тим Райс                | Номинация                      | [ 156 ]                        |                                |
| Грэмми                                                   | Лучшее мужское вокальное поп-исполнение                                          | «Can You Feel the Love Tonight» — Элтон Джон                           | Победа                         | [ 156 ]                        |                                |
| Грэмми                                                   | Лучший музыкальный альбом для детей                                              | The Lion King: Original Motion Picture Soundtrack — Разные исполнители | Победа                         | [ 156 ]                        |                                |
| Грэмми                                                   | Лучший разговорный альбом для детей                                              | The Lion King Read-Along — Роберт Гийом                                | Победа                         | [ 156 ]                        |                                |
| Грэмми                                                   | Лучшая инструментальная аранжировка с сопутствующим вокалом                      | «Circle of Life» — Ханс Циммер и Лебо М.                               | Победа                         | [ 156 ]                        |                                |
| Грэмми                                                   | Лучшая инструментальная композиция, написанная для кинофильма или телевидения    | The Lion King — Ханс Циммер                                            | Номинация                      | [ 156 ]                        |                                |
| Грэмми                                                   | Лучшая песня, написанная специально для кинофильма или телевидения               | «Can You Feel the Love Tonight» — Элтон Джон и Тим Райс                | Номинация                      | [ 156 ]                        |                                |
| Грэмми                                                   | Лучшая песня, написанная специально для кинофильма или телевидения               | «Circle of Life» — Элтон Джон и Тим Райс                               | Номинация                      | [ 156 ]                        |                                |
| Премия Международной ассоциации музыкальных кинокритиков | Лучший архивный релиз существующей партитуры — перевыпуск или перезапись         | Ханс Циммер, Элтон Джон, Тим Райс, Рэнди Торнтон, Лорле Бове и Дон Хан | Номинация                      | [ 157 ]                        |                                |
| Премия Круга кинокритиков Канзас-Сити                    | Лучший анимационный фильм                                                        | Лучший анимационный фильм                                              | Победа                         | [ 158 ]                        |                                |
| Премия Ассоциации кинокритиков Лос-Анджелеса             | Лучший анимационный фильм                                                        | Роджер Аллерс и Роб Минкофф                                            | Победа                         | [ 159 ]                        |                                |
| MTV Movie Awards                                         | Лучший кинозлодей                                                                | Джереми Айронс                                                         | Номинация                      | [ 160 ]                        |                                |
| MTV Movie Awards                                         | Лучшая песня в фильме                                                            | Элтон Джон — «Can You Feel the Love Tonight»                           | Номинация                      | [ 160 ]                        |                                |
| Национальный совет по сохранению фильмов                 | Национальный реестр фильмов                                                      | Национальный реестр фильмов                                            | Inducted                       | [ 161 ]                        |                                |
| Nickelodeon Kids’ Choice Awards                          | Любимый фильм                                                                    | Любимый фильм                                                          | Победа                         | [ 162 ]                        |                                |
| Премия Ассоциации кино и телевидения онлайн              | Зал славы — кинофильм                                                            | Зал славы — кинофильм                                                  | Inducted                       | [ 163 ] [ 164 ]                |                                |
| Премия Ассоциации кино и телевидения онлайн              | Зал славы — песни                                                                | «Circle of Life»                                                       | Inducted                       | [ 163 ] [ 164 ]                |                                |
| Спутник (2003)                                           | Выдающийся молодёжный DVD                                                        | Выдающийся молодёжный DVD                                              | Победа                         | [ 165 ]                        |                                |
| Спутник (2011)                                           | Выдающийся молодёжный DVD                                                        | Выдающийся молодёжный DVD                                              | Победа                         | [ 166 ]                        |                                |
| Сатурн (1995)                                            | Лучший фэнтези-фильм                                                             | Лучший фэнтези-фильм                                                   | Номинация                      | [ 167 ]                        |                                |
| Сатурн (1995)                                            | Лучший молодой актёр                                                             | Джонатан Тейлор Томас                                                  | Номинация                      | [ 167 ]                        |                                |
| Сатурн (2004)                                            | Лучшее DVD-издание классического фильма                                          | Лучшее DVD-издание классического фильма                                | Номинация                      | [ 167 ]                        |                                |
| Премия Ассоциации турецких кинокритиков                  | Лучший зарубежный фильм                                                          | Лучший зарубежный фильм                                                | 16-е место                     |                                |                                |
| Young Artist                                             | Лучший семейный фильм — комедия или мюзикл                                       | Лучший семейный фильм — комедия или мюзикл                             | Победа                         |                                |                                |
| Young Artist                                             | Лучшее выступление молодого актёра в озвучивании — ТВ или кино                   | Джонатан Тейлор Томас                                                  | Номинация                      |                                |                                |
| Young Artist                                             | Лучшее выступление молодого актёра в озвучивании — ТВ или кино                   | Джейсон Уивер                                                          | Победа                         |                                |                                |
| Young Artist                                             | Лучшее выступление молодой актрисы в озвучивании — ТВ или кино                   | Лора Уильямс                                                           | Победа                         |                                |                                |

### Критика
В обществе протестовали против сцены, где облака пыли словно бы складываются в слово «SEX», на что консервативный активист Дональд Уайлдмон утверждал, что это подсознательное сообщение, предназначенное для продвижения сексуального распущения. Аниматор Том Сайто заявил, что буквы пишутся «SFX» (обычная аббревиатура для «спецэффекта»), а не «E» вместо «F», и были предназначены как невинная «подпись», созданная командой анимации эффектов
Биологи гиен протестовали против изображения животных, хотя жалобы, возможно, были в некоторой степени ироничны. Один исследователь гиен, который организовал визит аниматоров в Калифорнийский университет в Беркли, полевую станцию для изучения поведения, экологии и воспроизводства, где они наблюдали и рисовали гиен в неволе, объявил «бойкот «Королю Льву» в статье, перечисляя способы помочь сохранить гиен в дикой природе, а затем «шутить, что „Король Лев“ отложил усилия по сохранению гиен». Несмотря на это, фильму также приписывали интерес к гиенам в центре Беркли.
Фильм подвергся критике за расовые и классовые проблемы, при этом гиены отражают негативные стереотипы чернокожих и латиноамериканских этнических сообществ.

#### Заявления о сходстве с «Белым львом Кимбой»
Некоторые элементы фильма, как считалось, имеют сходство с японским аниме-телесериалом 1960-х годов «Император джунглей» (в США известном как «Белый лев, Кимба»), с некоторым сходством между рядом персонажей и различными отдельными сценами. Выход «Короля Льва» в 1994 году вызвал протест в Японии, где «Кимба» и его создатель Осаму Тэдзука являются культурными иконами. 488 японских карикатуристов и аниматоров во главе с автором манги Матико Сатонакой подписали петицию, обвиняя Disney в плагиате и требуя, чтобы они воздали должное Тэдзуке. Мэттью Бродерик изначально полагал, что на самом деле он работает над американской версией «Кимбы», так как он был знаком с японским оригиналом.
Режиссер «Короля Льва» Роджер Аллерс утверждал, что не слыщал об аниме до тех пор, пока фильм не был почти завершён, и не помнил, чтобы сериал хоть раз упоминался во время разработки. Мадхави Сандер предположил, что Аллерс, возможно, видел ремейк «Кимбы» 1989 года на телевидении в прайм-тайм, живя в Токио. Однако, хотя Аллерс действительно переехал в Токио в 1983 году, чтобы работать над мультфильмом Little Nemo: Adventures in Slumberland, он вернулся в США в 1985 году. Со-режиссёр Роб Минкофф также заявил, что он не знаком с аниме. Минкофф также заметил, что когда история происходит в Африке, «нет ничего необычного в том, чтобы иметь таких персонажей, как бабуин, птица или гиены».
Такаюки Мацутани, президент Tezuka Productions, который создал «Белого льва, Кимбу», в 1994 году сказал, что «несколько сотрудников нашей компании увидели предварительный просмотр „Короля Льва“, обсудили эту тему и пришли к выводу, что нельзя избежать этого сходства, если использовать животных в качестве персонажей и пытаеться нарисовать их». Ёсихири Симидзу из Tezuka Productions опроверг слухи о том, что Disney заплатила студии деньги, и заявил, что они не заинтересованы в том, чтобы подать в суд на Disney, сказав: «Мы думаем, что это совершенно другая история». Симидзу далее объяснил, что они отвергли призывы некоторых американских юристов подать в суд, потому что «мы небольшая, слабая компания… Адвокаты Disney входят в двадвадцатку лучших в мире!». Семья Тэдзуки и Tezuka Productions никогда не вели судебные разбирательства.
Фред Лэдд, который на раннем этапе участвовал в импорте «Кимбы» и других японских аниме в Америку для NBC, выразил недоверие к тому, что люди Disney могли о нём не знать. Лэдд заявил, что по крайней мере один аниматор помнился его коллегам как заядлый поклонник «Кимбы» и довольно гласный по поводу поведения Disney во время производства. Аниматоры Том Сайто и Марк Кауслер заявили, что они смотрели «Кимбу» в детстве в 1960-х годах. Тем не менее Сайто утверждает, что «абсолютно никакого вдохновения» из «Кимбы» во время производства «Короля Льва» не черпал, а Кауслер подчеркнул, что во время разработки аниматоры опирались на диснеевского же «Бэмби».
Споры вокруг «Кимбы» и «Короля Льва» были спародированы в эпизоде мультсериала «Симпсоны» «’Round Springfield», где Муфаса появляется сквозь облака и говорит: «Ты отомстишь за меня, Кимба… То есть Симба».

## Наследие

### Продолжения и спин-оффы
C мая 1995 по 1999 выходит в эфир «Король Лев: Тимон и Пумба» — телесериал, основанный на фильме «Король Лев», где всё внимание сосредоточено на дуэте суриката и бородавочника. Пумбу по-прежнему озвучивает Эрни Сабелла, Тимона — Квинтон Флинн и Кевин Шон.
В 1998 году на видео вышло продолжение «Короля Льва» — «Король Лев 2: Гордость Симбы», события которого развиваются вокруг взросления Киары, дочери Симбы. В 2004 году вышел параллеквел «Король Лев 3: Хакуна матата», в котором рассматриваются события первого мультфильма с позиции Тимона и Пумбы.
В июне 2014 года был анонсирован мультсериал «Хранитель Лев», являющийся продолжением и спин-оффом к «Королю Льву» и мидквелом к «Королю Льву 2», причем последние два эпизода 3-го сезона служат продолжением этого фильма. Мультсериал начался с пилотного эпизода «Хранитель Лев: Герои саванны», вышедшего в ноябре 2015 года. Сам мультсериал выходил с 15 декабря 2015 года по 3 ноября 2019 года.

### Ремейк
Компьютерный мультфильм вышел в мировой прокат 19 июля 2019 года в посвящение 25-летнему юбилею мультфильма 1994 года. Выход ремейка был анонсирован 28 сентября 2016 года, тогда же рассказали, что режиссёром грядущей картины выступит Джон Фавро.
Официальный утверждённый актёрский состав мультфильма объявили в ноябре 2017 года. Производство самого мультфильма началось в мае 2017 года на фоне синего экрана в Лос-Анджелесе, штат Калифорния.
22 ноября 2018 года Американская студия Walt Disney опубликовала в YouTube официальный трейлер обновлённого мультфильма «Король Лев» (The Lion King), который за четверо суток собрал около 39 млн просмотров.

### Black Is King
В июне 2020 года Parkwood Entertainment и Disney объявили, что 31 июля 2020 года на Disney+ будет выпущен фильм под названием «Black Is King». Фильм вдохновлён ремейком «Короля Льва» (2019) и служит визуальным альбомом «The Lion King: The Gift», который курировала Бейонсе. «Black Is King» описывается как переосмысление «уроков Короля Льва для сегодняшних молодых королей и королев в поисках своих собственных корон». Фильм рассказывает историю молодого африканского короля, который проходит «трансцендентное путешествие через предательство, любовь и самоидентификацию», чтобы вернуть свой трон, используя руководство своих предков и детскую любовь, при этом история рассказывается голосами современных чернокожих людей. В фильме снимались Лупита Ньонго, Наоми Кэмпбелл, Jay-Z, Келли Роуленд, Фаррелл Уильямс, Тина Ноулз-Лоусон, Авенг Аде-Чуол и Адут Акеч.

### Видеоигры
Наряду с выпуском мультфильма в декабре 1994 года Virgin Interactive выпустила три видеоигры по его мотивам. Основная игра была разработана Westwood Studios и выпущена для PC и Amiga, а также для консолей SNES и Sega Mega Drive/Genesis. Dark Technologies создала версию для Game Boy, в то время как Syrox Developments обработала версию Sega Master System и Sega Game Gear. Позднее была выпущена игра The Lion King: Simba’s Mighty Adventure (2000) для Game Boy Color и PlayStation. Тимон и Пумба также появились в игре Timon & Pumba’s Jungle Games, состоящей из головоломок 7-го уровня, позже портированной Tiertex на SNES.
Симба появляется в играх серии Kingdom Hearts, за него можно играть в мире Короля Льва, известном как Земли Прайда, в игре Kingdom Hearts II. Там сюжетная линия слабо связана с более поздней частью оригинального фильма со всеми главными героями, кроме Зазу и Сараби. Также «Король Лев» представлен в одном из миров приключенической игры Disney Universe, а Симба появлялся в игре для Nintendo DS Disney Friends (2008).

### Мюзикл
Walt Disney Theatrical создала одноимённый мюзикл, премьера которого состоялась в Миннеаполисе, штат Миннесота, в июле 1997 года, а затем на Бродвее в октябре 1997 года в театре Новый Амстердам. Мюзикл «Король Лев» был срежиссирован Джули Теймор и включал в себя песни из мультфильма и альбома «Rhythm of the Pride Lands», а также три новые песни Элтона Джона и Тима Райса. Марк Манчина сделал музыкальные аранжировки и новые оркестровые песни. Стоит отметить, что мюзикл празднует африканский культурный фон, на котором основана история, на протяжении всего шоу используются 6 коренных африканских языков: суахили, зулу, коса, сесото, тсвана, конголезский. Мюзикл стал одним из самых успешных в истории Бродвея, получив шесть премий «Тони», включая «Лучший мюзикл», и, несмотря на переезд в театр Минскоффа в 2006 году, всё ещё продолжается по сей день в Нью-Йорке, став третьим самым продолжительным мюзиклом и самым кассовым бродвейским мюзиклом в истории. Финансовый успех шоу привел к адаптации по всему миру.
«Король Лев» вдохновил два аттракциона, пересказывающих сюжет фильма в парках и курортах Уолта Диснея. Первый, «The Legend of the Lion King», включал в себя воссоздание фильма через кукол в натуральную величину его персонажей и транслировался с 1994 по 2002 год в Magic Kingdom в Walt Disney World. Ещё один, который все ещё идёт, — это 30-минутное музыкальное ревю фильма «Festival of the Lion King», которое включает музыкальные номера в гимнастические упражнения с актёрами, а также аниматронные куклы Симбы и Пумбы и костюмированного актёра в роли Тимона. Аттракцион открылся в апреле 1998 года в Disney World’s Animal Kingdom и в сентябре 2005 года в гонконгском Диснейленде приключений. Аналогичная версия под названием «The Legend of the Lion King» была представлена в парижском Диснейленде с 2004 по 2009 год.

## Комментарии
1. ↑  Руководитель сюжета
2. ↑  Дополнительная музыка
3. ↑  В титрах не указан
4. 1 2  Руководящий монтажёр
5. ↑  Аниматорами юного и взрослого Симбы были Марк Хенн и Рубен А.Акино соответственно[14].
6. ↑  Аниматором персонажа был Андреас Дежа[14].
7. ↑  Аниматором персонажа был Тони Фусиль[14].
8. ↑  Аниматорами молодой и взрослой Налы были Аарон Блейз и Энтони де Роза соответственно[14].
9. ↑  Аниматором персонажа был Майкл Суррей[14].
10. ↑  Аниматором персонажа был Тони Бэнкрофт[14].
11. ↑  Аниматором персонажа был Джеймс Бакстер[14].
12. ↑  Аниматором персонажа была Эллен Вудбери[14].
13. ↑  Аниматором персонажа был Расс Эдмондс[14].
14. ↑  Аниматорами персонажей были Алекс Купершмидт и Дэвид Бёрджесс[14]
15. ↑  В своей книге DisneyWar Джеймс Б. Стюарт утверждает, что это было путешествие на самолёте по Европе во время продвижения «Русалочки»[20]. Аллан Нойвирт и Дон Хан отдельно заявили, что тур посвящался «Оливеру и компании»[17][21].